# Frédéric Duvernoy (Musiker, 1765)
Frédéric Nicolas Duvernoy (* 16. Oktober 1765 in Montbéliard; † 19. Juli 1838 in Paris) war ein französischer Hornist, Musikpädagoge und Komponist.

## Leben und Wirken
Duvernoy wurde 1788 Hornist im Orchester des Théâtre-Italien in Paris und wechselte zwei Jahre später in das Musikcorps der Garde nationale. 1797 wechselte er zum Orchester der Pariser Oper, wo er 1799 Solohornist wurde.
1801 gab er diesen Brotberuf auf, da er in die „Chapelle de l’Émpereur“ berufen wurde. Zusammen mit seinem Bruder Charles und seinen Kollegen Martin Pierre d’Alvimare, Thomas Delcambre, Étienne Ozi und den Brüdern Rodolphe und Jean Nicolas Kreutzer war er bei Empfängen Napoleons für die musikalische Unterhaltung zuständig.
Seit 1795 unterrichtete Duvernoy am Conservatoire de Paris. Er verfasste eine Méthode pour cor mixte und komponierte neben zahlreichen kammermusikalischen Werken zwölf Hornkonzerte. Sein Bruder, der Klarinettist Charles Duvernoy, war der Vater des Komponisten Henri Duvernoy.

## Schüler
- Rosalie Tognini
- Josef Rudolf Lewy und Eduard Constantin Lewy

## Werke
- 12 Konzerte für Horn
- 8 Fantasien für Pianoforte und Horn
- 4 Divertimenti für Pianoforte und Horn
- 3 Serenaden für Pianoforte und Horn
- 3 Trios für Pianoforte, Violine und Horn
- mehrere Nocturnes für Horn und Harfe, zum Teil in Zusammenarbeit mit François-Joseph Naderman und Martin Pierre Dalvimare